# Ivashkiv
Ivashkiv  (ucraniano: Івашків) es una localidad del Raión de Podilsk en el Óblast de Odesa de Ucrania. Según el censo de 2001, tiene una población de 1319 habitantes.